# Salzsteuer
Die Salzsteuer bezeichnet eine Verbrauchssteuer auf Kochsalz. Ein weiteres Instrument war die Einfuhrsteuer auf Salz.
Ähnlich wie bei Alkohol war die Verwendung von Salz zu anderen Zwecken als dem persönlichen Genuss, wie der Nutzung als Tausalz, im technischen oder wissenschaftlichen Bereich oder als Futtermittel für Vieh (daher die Bezeichnung Viehsalz) steuerfrei oder steuerreduziert, wenn das Salz vorher vergällt wurde.

## Aktuelle Situation im deutschsprachigen Raum
In Deutschland wurde die Salzsteuer mit Wirkung ab dem 1. Januar 1993 aufgehoben. Zuvor war sie bereits einmal 1926 gleichzeitig mit der Luxussteuer aufgehoben worden.
In Österreich wurde die Salzsteuer nach dem Beitritt zur EG im Jahr 1995 abgeschafft. 
In der Schweiz besteht ein Salzmonopol der Kantone. 25 der 26 Kantone haben ihr Salzregal 1973 in einem Konkordat an die Schweizerischen Rheinsalinen abgetreten. Der Kanton Waadt ließ sich nur von der Saline de Bex mit Salz beliefern und trat erst 2014 dem Konkordat bei. Die Kantone erheben auf das Salz auch eine Steuer, die Regalgebühr. Bei den Rheinsalinen beträgt diese Gebühr derzeit 175 Franken pro Tonne Speisesalz oder 17,5 Rappen pro Kilopackung, beim Streusalz 1 Franken pro Tonne.

## Geschichte
Schon im alten Ägypten, im Babylonischen und im Persischen Reich wurden Salzsteuern erhoben. Das war dort am ehesten möglich, wo Salzgewinnungsmonopole bestanden; anderswo wurde sie als Zoll erhoben. Im Reich der Ptolemäer und nach persischem Vorbild wohl auch im Seleukidenreich ähnelte die Salzsteuer einer Kopfsteuer: Die Bevölkerung zahlte sie zum Unterhalt der im Besitz des Königs befindlichen Salzsiedepfannen und bekam Salz zu einem von der Regierung festgesetzten Preis.
Auch im alten China lag die Salzgewinnung in der Hand des Kaisers. Die Salzsteuer war eine wichtige Einnahmequelle des Staates. 
In Frankreich war die zuerst 1286 eingeführte und 1342 erneuerte Salzsteuer, die so genannte Gabelle, eine indirekte Steuer, besonders unbeliebt. Sie verpflichtete die Bürger zur Abnahme einer Mindestmenge an Salz zum Monopolpreis. 1382 führte ihre erneute Einführung zu einem Volksaufstand. Die Steuer galt neben der Taille deshalb als ein Paradebeispiel für das ungerechte Steuersystem des Ancien Régime, welches als eine der wesentlichen Ursachen für den Ausbruch der französischen Revolution gilt. Die Hinterziehung (Defraudation) der Salzsteuer wurde mit neun Jahren Galeerenstrafe und einer hohen Geldstrafe belegt. Allerdings wurde die 1794 abgeschaffte Salzsteuer nach der napoleonischen Epoche wieder eingeführt. Salzsiedereien durften auch weiterhin ohne staatliche Genehmigung nicht betrieben werden, die Hinterziehung der Steuer wurde erneut bestraft. Ein Beispiel für staatliche Verkaufsstellen ist das Hôtel de la gabelle in La Roche-Guyon.
Im 19. Jahrhundert wurden in Europa teils hohe Einfuhrzölle für Salz erhoben, um die staatlichen Salinen und Salzgruben zu schützen, so z. B. in Österreich-Ungarn. Das machte sich oft nachteilig für die Zweige der Nahrungsmittelindustrie bemerkbar, die auf Salz als Konservierungsmittel angewiesen waren. Daher wurden z. B. in Schleswig-Holstein, das zum großen Teil vom Export gesalzener Lebensmittel wie Butter, Hering, Fleisch oder Speck lebte, die Einfuhrzölle auf Salz beim Export von Lebensmitteln zurückerstattet. Frankreich folgte 1868 und erstattete einen Rückzoll mit dem Ziel der Förderung des Butterexports. In England wurde die Wirkung der Salzsteuer frühzeitig als hemmend für viele Wirtschaftszweige empfunden, vor allem für die Viehzucht. Daher wurde dort die Salzsteuer 1825 ganz abgeschafft; Schweden und Norwegen folgten 1844. In anderen Ländern wurde wenigstens das Kochsalz zur Viehfütterung von der Steuer befreit, so in Preußen 1838. 1867 kam es zu einer Salzsteuerreform im Norddeutschen Bund, bei der die staatlichen Salzmonopole durch eine einheitliche Salzsteuer abgelöst wurden.
In Indien spielte die programmatische Umgehung der Salzsteuer durch Salzgewinnung aus dem Meer eine ausschlaggebende Rolle bei der Widerstandsbewegung Gandhis gegen die britische Besatzung. Im 19. Jahrhundert hatten die Briten die Inländische Zolllinie errichtet, um Zoll auf Salz zu erheben.
In Thailand wurde eine Salzsteuer unter König Rama III. (reg. 1824 bis 1851) zwischen 1824 und 1827 eingeführt. Um 1839 betrug die Steuer auf Salz etwa das Neunfache seines Wertes.
In Deutschland stand die Salzsteuer seit der Reichsgründung dem Reich zu. Im ersten Haushaltsjahr 1872 war sie neben den Zöllen die wichtigste Steuereinnahme des Reichs; zum Zeitpunkt ihrer Abschaffung durch den Bund handelte es sich mit einem Steueraufkommen von 53 Millionen Deutsche Mark im Jahr 1991 um eine Bagatellsteuer. Der Steuersatz betrug 12 Deutsche Mark je 100 Kilogramm Eigengewicht. Sie wurde mit Wirkung ab dem 1. Januar 1993 aufgehoben.

## Bewertung
Da Salz ein lebensnotwendiges Gut ist und aus physiologischen Gründen vor allem von körperlich hart arbeitenden (und zugleich meist einkommensschwachen) Menschen benötigt wird, galt sie für Günter Schmölders als Prototyp einer unsozialen Steuer.